# Rezerwat przyrody Kulin
Rezerwat przyrody Kulin – rezerwat leśny utworzony w 1967 roku, położony w północnej części miasta Włocławek (na prawobrzeżnej skarpie Wisły), na gruntach zarządzanych przez Nadleśnictwo Włocławek (leśnictwo Szpetal). Jest to jeden z najcenniejszych obiektów przyrodniczych na terenie środkowej Polski.
Początkowo powierzchnia rezerwatu wynosiła 15,46 ha, lecz w 2001 roku jego teren powiększono. Obecnie jego powierzchnia wynosi 50,88 ha. Obszar rezerwatu podlega ochronie czynnej.
W rezerwacie położonym na niezwykle malowniczych i trudno dostępnych skarpach, wytworzył się specyficzny mikroklimat (cieplejszy niż na terenach przyległych), który pozwolił na wykształcenie się biocenoz zbliżonych do lasostepów Ukrainy czy Niziny Węgierskiej. W rezerwacie chroni się interesujące gatunki ciepłolubnej roślinności stepowej, okrajowej, zaroślowej i leśnej z udziałem wielu osobliwości florystycznych: dyptamu jesionolistnego („gorejący krzak Mojżesza”), ostnicy Jana, zawilca wielokwiatowego, omanu szorstkiego, wężymordu stepowego, wisienki karłowatej, a także kilku gatunków kserotermicznych porostów i wielu innych rzadkich roślin. Celem rezerwatu jest również ochrona interesujących gleb, które wykształciły się w tym rejonie, jak również wielu rzadkich zwierząt bezkręgowych m.in. cykad i ślimaków. Dodatkowym atutem rezerwatu są bytujące w nim rzadkie gatunki ptaków, głównie wodnych m.in.: czapla biała, zimorodek, bocian czarny, żuraw, ale także dobrze się czującego na wysokich skarpach bielika, sokoła wędrownego i innych gatunków ptaków szponiastych. Szczególnie wyróżniającą cechą terenu rezerwatu jest zróżnicowana rzeźba terenu – liczne skarpy i wąwozy, które sprawiają wrażenie krajobrazu wyżynnego, osadzonego pośród nizin, co przyciąga uwagę turystów odwiedzających to miejsce.